# Plestiodon parvulus
Espèce
Synonymes
- Eumeces parvulus Taylor, 1933

Statut de conservation UICN

 DD  : Données insuffisantes
Plestiodon parvulus est une espèce de sauriens de la famille des Scincidae.

## Répartition

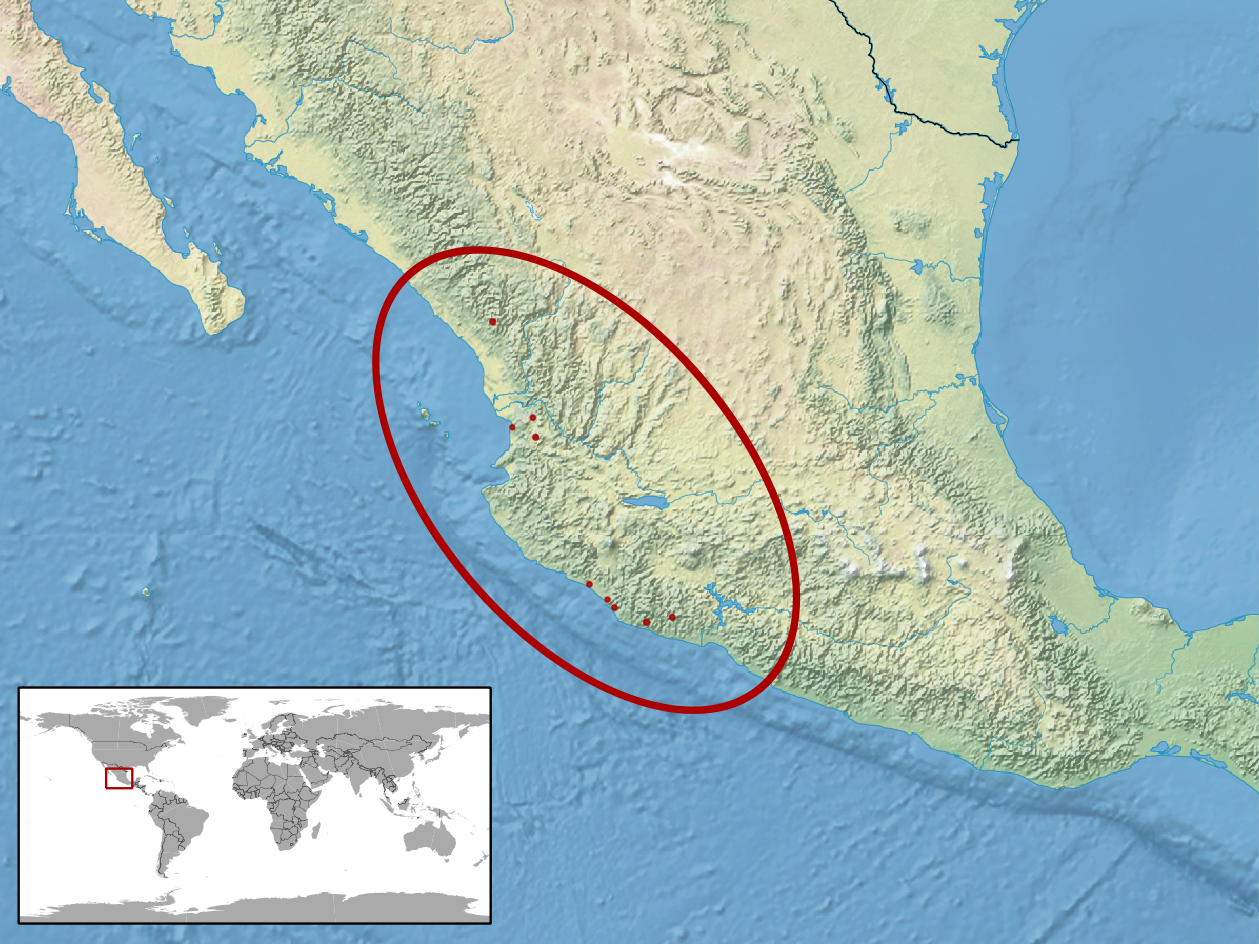
Répartition de l'espèce.

Cette espèce est endémique du Mexique. Elle se rencontre dans le Colima, dans le Nayarit, dans le Sinaloa, dans le Jalisco et dans le Michoacán.

## Étymologie
Son nom d'espèce, du latin parvulus, « très petit », lui a été donné en référence à sa petite taille.

## Publication originale
- Taylor, 1933 : New species of skinks from Mexico. Proceedings of the Biological Society of Washington, vol. 46, p. 175-182 (texte intégral).